# Walter Bolze
Walter Bolze (* 9. August 1913; † 1. Januar 2001 in Halberstadt) war ein deutscher Architekt.

## Leben
Bolze leitete nach Ende des Zweiten Weltkriegs den Wiederaufbau des bei Luftangriffen schwer beschädigten Doms zu Halberstadt und der Liebfrauenkirche. Zwischen 1945 und 1954 rekonstruierte er die zu mehr als 80 % zerstörte Martinikirche.
Darüber hinaus war er verantwortlich für die Baumaßnahmen an zahlreichen Kirchengebäuden in den Bezirken Magdeburg und Halle.

## Ehrungen
- 1994: Ehrenbürgerwürde der Stadt Halberstadt
- 1997: Verdienstkreuz am Bande der Bundesrepublik Deutschland